# Kjell Bækkelund
Kjell Bækkelund, född 6 maj 1930 på Kampen i Oslo, död 13 maj 2004, var en norsk klassisk pianist.
Bækkelund började spela piano redan som 5-åring, och som 8-åring debuterade han med Filharmonisk Selskaps Orkester. 1973 vann Bækkelund Norsk Kulturråds pris. Han hade tidigare, 1965, skapat rubriker då han inte velat motta Kritikerpriset.
År 1997 utnämndes Bækkelund till kommendör av Sankt Olavs Orden. Han var även kommendör av den svenska Nordstjärneorden, riddare av den danska Dannebrogsorden samt stormästare av Finlands Lejons orden. År 1975 vann han Spellemannprisen i klassen klassisk musik/samtidsmusik för albumet Villarkorn. Han vann Gammleng-klassen i klassen klassisk 1987 och blev samma år även statsstipendiat.
Han skrev krönikor i Verdens Gang under rubriken Tramp i klaveret. Hans senare utgivna biografi fick samma titel. Bækkelund var känd som ett underbarn, för sina glasögon och sin basker, och för en lång rad avskedskonserter. Han var gift med pianisten Margit Uri (från 1954 till 1959), danska sångaren Merete Hasager (från 1961 till 1965) och skådespelaren Rut Tellefsen (från 1966 till 1972). Dessutom flera samboförhållanden, bland annat med skådespelaren Ingerid Vardund.

## Diskografi (urval)
- E. Grieg: Haugtussa, op. 67 (1969 och 1992)
- E. Grieg: Slåtter, op. 72 (1970)
- Contemporary music from Norway (O. Grüner-Hegge, K. Egge) (1971)
- Contemporary music from Norway (D. Monrad Johansen, Ø. Sommerfeldt, J. Kvandal) (1972)
- E. Grieg: Sonata for cello og piano, op. 36/F. Chopin: Sonata for cello og piano, op. 65 (1973)
- S. Rakhmaninov: Piano concerto no 2 (1976)
- Chr. Sinding: Klaverstykker (1977)
- Chr. Sinding: Klaversonate, op. 91/Variasjoner for 2 klaverer, op. 2 (1977)
- G. Tveitt: Sonata no. 29 (Sonata etere) per pianoforte (1977)
- E. Grieg: Gammelnorsk romanse for 2 klaverer, op. 51/Norske danser, op. 35 (1978)
- A. Bibalo: Sonata for piano (1979)
- E. Grieg: Norske folkeviser og danser, op. 17/Norske folkeviser, op. 66 (1983)
- L. v. Beethoven: Klaversonater, op. 27 nr. 2 (1984)
- Norske klaverperler
- 20th century Bækkelund
- Dagdrømmer
- Arietta - 38 klassiska norska klaverpärlor
- Sanger, Romanser og dikt